# میاکو یاماشیتا
میاکو یاماشیتا (ژاپنی: 山下 美弥子؛ زادهٔ ۶ دسامبر ۱۹۶۲) بازیکن والیبال اهل ژاپن بود.